# Gilbert Romeyer-Dherbey
Gilbert Romeyer-Dherbey (* 20. Februar 1934 in Grenoble) ist ein französischer Philosophiehistoriker.
Romeyer-Dherbey hat an der Universität Paris-Nanterre studiert und die École normale supérieure de Fontenay-Saint-Cloud absolviert. Sein Doktorvater war Paul Ricoeur. Er hat an den Universitäten Bordeaux-Montaigne, Lille III und schließlich an der Universität Paris-Sorbonne gelehrt. In Paris hat er von 1991 bis 2002 das Centre Léon Robin geleitet.
Romeyer-Dherbey hat vor allem zur Philosophie der Antike gearbeitet, insbesondere zu Aristoteles, Sokrates und den Sophisten sowie zur Stoa, aber auch zu Maine de Biran und Marcel Proust.

## Schriften (Auswahl)
Monographien
- Maine de Biran ou le Penseur de l’immanence radicale. Éditions Seghers, Paris 1974.
- Les Choses mêmes. La pensée du réel chez Aristote. Éditions L’Âge d’Homme, Lausanne/Paris 1983.
- Les sophistes (coll. Que sais-je ?). Presses universitaires de France, Paris 1985.
- La parole archaïque. Presses universitaires de France, Paris 1998.
- Une trace infime d’encre pâle. Six études de littérature & philosophie mêlées. Encre marine, Paris 2003.
- Aristote théologien, et autres études de philosophie grecque. Les Belles Lettres / Encre marine, Paris 2009.
- La Pensée de Marcel Proust. Classiques Garnier, coll. Bibliothèque proustienne, Paris 2015.

Herausgeberschaften
- Corps et âme. Études sur le De anima d’Aristote. Études réunies par Cristina Viano (Bibliothèque d’histoire de la philosophie). Librairie philosophique J. Vrin, Paris 1996.
- Socrate et les socratiques. Librairie philosophique J. Vrin, Paris 2001.
- Les stoïciens. Études réunies et éd. par Jean-Baptiste Gourinat (Bibliothèque d’histoire de la philosophie). Librairie philosophique J. Vrin, Paris 2001.
- L’excellence de la vie. Sur «l’Éthique à Nicomaque» et «l’Éthique à Eudème» d’Aristote. Études réunies et éd. par Gwenaëlle Aubry (Bibliothèque d’histoire de la philosophie). Librairie philosophique J. Vrin, Paris 2002.

| Personendaten    | Personendaten                       |
| ---------------- | ----------------------------------- |
| NAME             | Romeyer-Dherbey, Gilbert            |
| KURZBESCHREIBUNG | französischer Philosophiehistoriker |
| GEBURTSDATUM     | 20. Februar 1934                    |
| GEBURTSORT       | Grenoble                            |